# Shree Shiv Chhatrapati Sports Complex
Het Shree Shiv Chhatrapati Sports Complex is een sportaccommodatie met onder andere een stadion, gelegen in het Indische Pune.

## Stadion
Het stadion, Shree Shiv Chhatrapati Sports Complex Stadium, dat gebruikt wordt voor voetbal, kabaddi en American football heeft een capaciteit van 12.000 personen. Het stadion wordt onder meer bespeeld door de voetbalclubs FC Pune City en Pune FC.